# Herrador

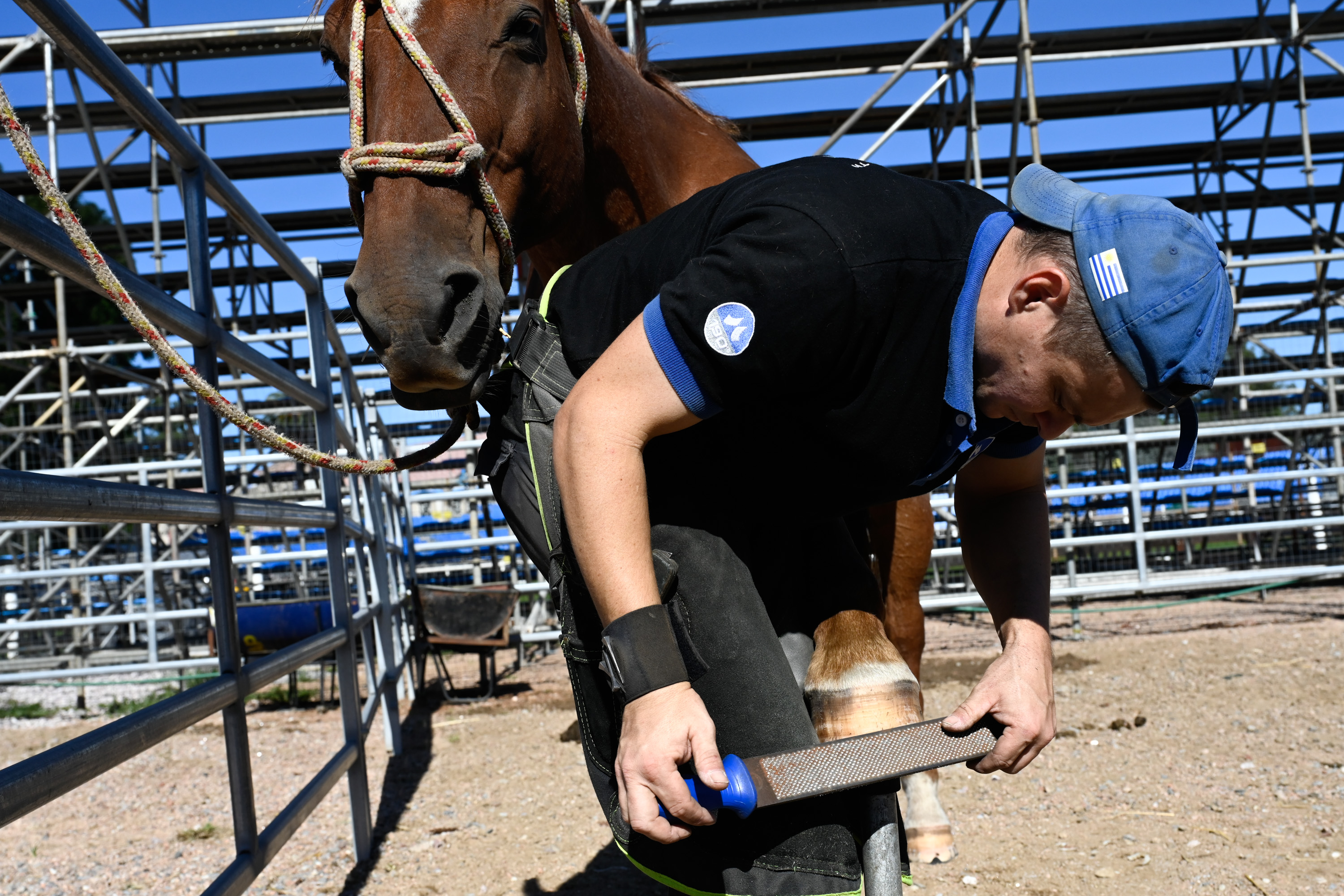
Un herrador raspando la herradura de un caballo con una escofina en la Semana Criolla de Montevideo, 2024.

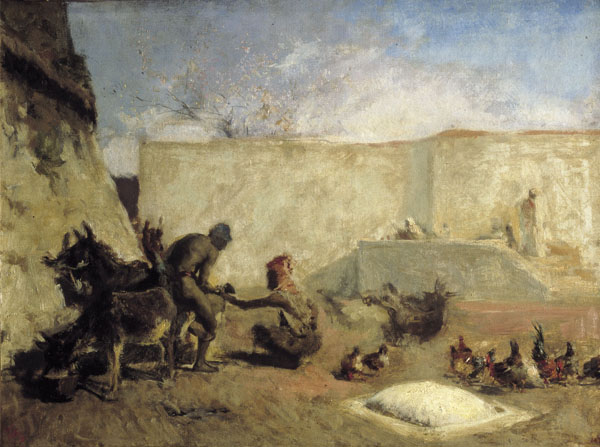
Cuadro Herrador en Marruecos de Mariano Fortuny

Un herrador es una persona especializada en el cuidado de los cascos de los caballos, mulas y burros. El cuidado incluye el recorte, asegurar el equilibrio de los cascos y la colocación de herraduras, si es necesario. 
El oficio de herrador combina algunas habilidades del herrero (como la fabricación, adaptación y ajuste de herraduras de metal) con algunas habilidades de la medicina veterinaria (como el conocimiento de la anatomía y fisiología de las extremidades inferiores de los animales) para cuidar las patas de los equinos.

## Historia
El oficio de herrero y el de herrador están estrechamente relacionados.Este oficio tuvo gran importancia en toda Europa desde la Edad Media y en Norteamérica desde el siglo XVIII hasta la revolución industrial dado el elevado número de ganado equino que había. Con la industrialización del campo y la aparición del automóvil la ganadería equina disminuyó enormemente su número quedando relegada principalmente a un uso ocasional de tipo deportivo o recreativo.
En muchos pueblos el herrero era también el herrador, sin embargo existían también herradores itinerantes que iban de pueblo en pueblo herrando aquellos animales que lo necesitaban. Era común la existencia de potro de herrar en los pueblos, una estructura realizada generalmente en piedra y madera donde se sujetaban los animales para facilitar la labor del herrador.

## Herramientas
Algunos instrumentos utilizados por los herradores son:
- El pujavante, instrumento para cortar la pezuña de las caballerías.
- La legra, herramienta para alisar la pezuña.